# Ezra Otis Kendall
Ezra Otis Kendall (Wilmington, Massachusetts, 17 de maio de 1818 – Filadélfia, 5 de janeiro de 1899) foi um astrônomo e matemático estadunidense, professor da Cátedra Thomas A. Scott de Matemática, conhecido por seu trabalho sobre uranografia.
Filho de Ezra Kendall e Susanna Cook Walker. Sua mãe foi uma descendente dos passageiros do Mayflower Francis Cooke e Stephen Hopkins. Em 1835 mudou-se para Filadélfia a fim de estudar matemática com Sears Cook Walker, seu meio-irmão. Em 1838 tornou-se professor de matemática e astronomia na Central High School em Filadélfia e diretor do observatório. Em 1842 foi eleito membro da American Philosophical Society, da qual foi mais tarde vice-presidente. Em 1855 tornou-se professor de matemática e astronomia da Universidade da Pensilvânia, sendo em 1883 vice-provost e decano da faculdade. Recebeu um grau honorário em 1888 de Doutor em Direito (LL.D.) por sua obra científica. Morreu em 5 de janeiro de 1899 em Filadélfia e foi sepultado na Saint Luke's Episcopal Church.

## Obras
- Kendall, E. Otis; Walker, Sears C. (20 de maio de 1842). «Observations of Encke's Comet, at the High School Observatory, Philadelphia, March and April 1842, with the Fraunhofer Equatorial». Transactions of the American Philosophical Society
- Kendall, E. Otis (1845). Uranography; or, A Description of the Heavens; Designed for Academics and Schools; Accompanied by An Atlas of the Heavens, Showing the Places of the Principal Stars, Clusters, and Nebulæ. Philadelphia: E. H. Butler & Co.